# Granja (Trancoso)
Granja ist eine Gemeinde (Freguesia) im portugiesischen Kreis Trancoso. In ihr leben 109 Einwohner (Stand 19. April 2021).